# Мендуме, Михаил Клаевич
Михаил Клаевич Мендуме (15 марта 1922 года, с. Сыстыг-Хем, Тоджинский кожуун, Тувинская Народная Республика — 7 декабря 2001 года, Кызыл, Республика Тыва, Российская Федерация) — советский партийный и государственный деятель. Председатель Совета Министров (1962—1977) и Президиума Верховного Совета (1977—1984) Тувинской АССР.

## Биография
Родился в семье охотника. До вхождения Тувы в состав СССР он в течение пяти лет работал в первичных звеньях ревсомола. После вхождения Тувы состав СССР, его назначали первым секретарем Тоджинского, Каа-Хемского и Кызылского райкомов ВЛКСМ, затем заведующим отделом областного комитета ВЛКСМ.
В 1944 г. окончил Высшую партийную школу при ЦК ВКП(б).
- 1944—1950 гг. — заведующий сектором информации Тувинского областного комитета ВКП(б),
- 1950—1953 гг. — секретарь областного комитета ВЛКСМ,
- 1953—1954 гг. — заведующий отделом пропаганды и агитации Тувинского областного комитета КПСС,
- 1954—1960 гг. — секретарь, первый секретарь Тоджинского районного комитета КПСС,
- 1961—1962 гг. — председатель исполнительного комитета областного совета Тувинской автономной области,
- 1962—1977 гг. — председатель Совета Министров Тувинской АССР,
- 1977—1984 гг. — председатель Президиума Верховного Совета Тувинской АССР.

С 1984 г. на пенсии.
Избирался делегатом XXII, XXIII, XXIV, XXVI съездов КПСС, депутатом Верховного Совета РСФСР 6-10 созывов, заместителем Председателя Президиума Верховного Совета РСФСР (1977-1984), депутатом Верховного Совета Тувинской АССР, членом бюро Тувинского обкома КПСС.
Занимался литературной деятельностью. Им изданы две повести — «Хозяин тайги» и «Русское поле», ряд очерков о людях Тувы.

## Награды и звания
Награжден орденами Октябрьской революции, Трудового Красного Знамени, Дружбы народов, «Знак Почета», медалями «За доблестный труд в Великой Отечественной войне 1941 – 1945 гг.», «За освоение целинных земель», медалью «В ознаменование 100-летия со дня рождения Владимира Ильича Ленина», Почетной грамотой Президиума Верховного Совета Тувинской АССР.